# Piracuruca (ort)
Piracuruca är en ort i Brasilien.   Den ligger i kommunen Piracuruca och delstaten Piauí, i den östra delen av landet, 1 500 km nordost om huvudstaden Brasília. Piracuruca ligger 75 meter över havet och antalet invånare är 18 852.
Terrängen runt Piracuruca är platt. Det finns inga andra samhällen i närheten.
Omgivningarna runt Piracuruca är huvudsakligen savann. Runt Piracuruca är det glesbefolkat, med 11 invånare per kvadratkilometer.